# ميتيرابون
ميتيرابون (بالإنجليزية: Metopirone)‏ هو عقار يستخدم في علاج قصور الغدة الكظرية ، وأحيانا في علاج متلازمة كوشينغ (فرط كورتيزول الدم).

## الاستخدامات الطبية
يمكن استخدام ميتيرابون في تشخيص قصور الغدة الكظرية.

## علم العقاقير
يمنع ميتيرابون التكوين الحيوي للكورتيزول من خلال العمل كمثبط عكسي للهيدروكسيلاز هذا يحفز إفراز هرمون قشر الكظر (ACTH) ، والذي بدوره يزيد من مستويات البلازما.